# Qui court après les souliers d'un mort meurt nu-pieds
Pour plus de détails, voir Fiche technique et Distribution.
Qui court après les souliers d'un mort meurt nu-pieds (Quem Espera por Sapatos de Defunto Morre Descalço) est un court métrage portugais réalisé par João César Monteiro en 1970, avec Luís Miguel Cintra dans son premier rôle pour le cinéma. Le film s'inscrit dans le Novo Cinema.

## Synopsis
À Lisbonne, Lívio vient de se faire quitter par sa petite amie. Il est désespéré et en arrive à faire du porte à porte pour mendier. On lui donne les souliers d'un mort.

## Fiche technique
- Réalisation : João César Monteiro
- Production : João César Monteiro, Fondation Calouste-Gulbenkian
- Scénario : João César Monteiro
- Photographie : Acácio de Almeida
- Montage : João César Monteiro
- Pays d'origine :  Portugal
- Durée : 34 minutes

## Distribution
- Luís Miguel Cintra : Lívio
- Paula Ferreira : Mónica
- Carlos Ferreiro : Mário
- João César Monteiro : voix
- Nuno Júdice : voix